# 洛拉鎮區 (堪薩斯州切羅基縣)
洛拉鎮區（英語：Lola Township）為美國堪薩斯州切羅基縣的鎮區。2010年美国人口普查中該鎮區人口有344人。

## 地理
洛拉鎮區涵蓋面積115.93平方（44.76平方英里），境內無城市設立。

### 墓園
根據美國地質調查局的資料，此鎮區擁有4座墓園：
- 切羅基墓園（Cherokee Cemetery）
- 達夫墓園（Dove Cemetery）
- 加里森墓園（Garrison Cemetery）
- Spickelmire墓園

### 溪流
通過此鎮區的溪流有：
- 迪爾溪（Deer Creek）
- 丹尼支流（Denny Branch）
- 弗萊溪（Fly Creek）
- 四英里溪（Fourmile Creek）
- 萊特寧溪（Lightning Creek）
- 沃爾夫溪（Wolf Creek）

### 機場
- 奧斯威戈市立機場（英语：Oswego Municipal Airport）

## 人口統計
根據2010年美國人口普查，洛拉鎮區人口有344人，住房153戶，人口密度為2.97人/每平方公里。此鎮區居民之種族有93.9%為白人；0%為非裔美洲人；3.2%為美洲原住民；0%為亞洲人；0%為太平洋島民；0.58%為其他種族；另外有2.33%為混血種族。而西班牙裔或拉丁裔美洲人佔此鎮區人口的2.03%。

## 外部連結
- City-Data.com （页面存档备份，存于）